# Bohas-Meyriat-Rignat
Bohas-Meyriat-Rignat är en kommun i departementet Ain i regionen Auvergne-Rhône-Alpes i östra Frankrike. Kommunen ligger  i kantonen Ceyzériat som ligger i arrondissementet Bourg-en-Bresse. Kommunens areal är 23,51 km². År 2022 hade Bohas-Meyriat-Rignat 951 invånare.

## Befolkningsutveckling
Antalet invånare i kommunen Bohas-Meyriat-Rignat
Referens: INSEE